# Eugenio di Svezia
Eugenio Napoleone Nicola di Svezia, Principe di Svezia e Duca di Närke, 
in svedese, Prins Eugen av Sverige, Hertig av Närke, nome completo Eugen Napoleon Nicholas Bernadotte (Ekerö, 1º agosto 1865 – Stoccolma, 17 agosto 1947), era un membro della Casa reale di Svezia, nato principe di Svezia e Norvegia e duca di Närke fino al 1905, quando a seguito dell'indipendenza della Norvegia, perse il titolo principesco riferito a questa nazione, diventando Principe di Svezia e duca di Närke.

## Biografia
Il principe Eugenio era il quarto e ultimo figlio di re Oscar II di Svezia e della regina Sofia di Nassau, al momento della sua nascita principi ereditari di Svezia e Norvegia. Il principe appena nato ricevette il titolo di Duca di Närke. Dopo l'ascesa al trono di suo padre, il duca di Närke divenne il quarto in linea successoria al trono. Tuttavia, era più interessato alla pittura che a regnare.

### Norvegia
Il duca di Närke era un grande ammiratore della natura norvegese e visitava frequentemente Christiania (in seguito noto come Oslo). Le sue lettere mostrano che preferiva il suo ambiente artistico a quello di Stoccolma, che era più limitato. I suoi più noti amici norvegesi furono i pittori Erik Werenskiold e Gerhard Munthe; rimasero uniti fino alla sua morte.
Nel 1905, tuttavia, la Norvegia si separò dalla Svezia. Lo scrittore Bjørnstjerne Bjørnson menzionò la possibile candidatura del principe Eugenio per il trono di Norvegia. Un altro scrittore, Knut Hamsun, lo aveva già suggerito come candidato già nel 1893. Suo padre, tuttavia, rifiutò e non permise a nessuno dei suoi figli di salire sul trono norvegese.
Il principe Eugenio era l'unico rappresentante svedese in una mostra a Oslo nel 1904. La spiegazione era che era un principe di Norvegia fino al 1905 e che i suoi rapporti con gli artisti norvegesi lo resero norvegese fino alla dissoluzione dell'Unione.

## Pittura
Eugenio fu un rinomato pittore, un collezionista d'arte e un patrocinatore di artisti. La sua passione artistica fu ostacolata dal padre, ma ugualmente egli riuscì studiare arte sia in patria che a Parigi. Numerose sue opere illustrano paesaggi tipici della sua terra natale. Prese parte ai lavori per la decorazione del Teatro Reale di Arte Drammatica e del Palazzo Municipale, entrambi a Stoccolma e dell'altare della chiesa di Kiruna.
Nel 1905 acquistò la villa di Waldemarsudde, presso Djurgården, nella quale riunì un'importante collezione artistica comprendente quadri di celebri pittori svedesi come Anders Zorn, Carl Larsson e Ernst Josephson. Nel parco della casa si trova una collezione di opere di grandi scultori, come Carl Milles e Carl Eldh.

Per volere testamentario, donò la gestione della villa allo Stato svedese che la trasformò in un museo.
Eugenio morì a Stoccolma nel 1947. Fu uno dei primi membri della Casa reale svedese ad essere cremato. La sua urna funeraria si trova conservata nella villa di Waldemarsudde.

## Albero genealogico
|                            |                                       |                                     | Genitori                              |  |  | Nonni |  |  | Bisnonni                     |  |  | Trisnonni             |  |
|                            |                                       |                                     |                                       |  |  |       |  |  | Carlo Giovanni XIV di Svezia |  |  | Jean Henri Bernadotte |  |
|                            |                                       |                                     |                                       |  |  |       |  |  | Carlo Giovanni XIV di Svezia |  |  | Jean Henri Bernadotte |  |
|                            |                                       | Jeanne de Saint-Vincent             |                                       |  |  |       |  |  | Carlo Giovanni XIV di Svezia |  |  |                       |  |
| Oscar I di Svezia          |                                       |                                     |                                       |  |  |       |  |  | Carlo Giovanni XIV di Svezia |  |  |                       |  |
|                            |                                       | Désirée Clary                       | François Clary                        |  |  |       |  |  |                              |  |  |                       |  |
|                            |                                       | Désirée Clary                       | François Clary                        |  |  |       |  |  |                              |  |  |                       |  |
|                            |                                       | Désirée Clary                       | Françoise Rose Somis                  |  |  |       |  |  |                              |  |  |                       |  |
| Oscar II di Svezia         |                                       | Désirée Clary                       |                                       |  |  |       |  |  |                              |  |  |                       |  |
|                            |                                       | Eugenio di Beauharnais              | Alessandro di Beauharnais             |  |  |       |  |  |                              |  |  |                       |  |
|                            |                                       | Eugenio di Beauharnais              | Alessandro di Beauharnais             |  |  |       |  |  |                              |  |  |                       |  |
|                            |                                       | Eugenio di Beauharnais              | Giuseppina de Tascher de la Pagèrie   |  |  |       |  |  |                              |  |  |                       |  |
| Giuseppina di Leuchtenberg |                                       | Eugenio di Beauharnais              |                                       |  |  |       |  |  |                              |  |  |                       |  |
|                            |                                       | Augusta di Baviera                  | Massimiliano I di Baviera             |  |  |       |  |  |                              |  |  |                       |  |
|                            |                                       | Augusta di Baviera                  | Massimiliano I di Baviera             |  |  |       |  |  |                              |  |  |                       |  |
|                            |                                       | Augusta di Baviera                  | Augusta Guglielmina d'Assia-Darmstadt |  |  |       |  |  |                              |  |  |                       |  |
| Eugenio di Svezia          |                                       | Augusta di Baviera                  |                                       |  |  |       |  |  |                              |  |  |                       |  |
|                            | Federico Guglielmo di Nassau-Weilburg | Carlo Cristiano di Nassau-Weilburg  |                                       |  |  |       |  |  |                              |  |  |                       |  |
|                            | Federico Guglielmo di Nassau-Weilburg | Carlo Cristiano di Nassau-Weilburg  |                                       |  |  |       |  |  |                              |  |  |                       |  |
|                            | Federico Guglielmo di Nassau-Weilburg | Carolina d'Orange-Nassau            |                                       |  |  |       |  |  |                              |  |  |                       |  |
| Guglielmo di Nassau        | Federico Guglielmo di Nassau-Weilburg |                                     |                                       |  |  |       |  |  |                              |  |  |                       |  |
|                            |                                       | Luisa Isabella di Kirchberg         | Guglielmo Georg di Sayn-Hachenburg    |  |  |       |  |  |                              |  |  |                       |  |
|                            |                                       | Luisa Isabella di Kirchberg         | Guglielmo Georg di Sayn-Hachenburg    |  |  |       |  |  |                              |  |  |                       |  |
|                            |                                       | Luisa Isabella di Kirchberg         | Isabella Augusta Reuss di Greiz       |  |  |       |  |  |                              |  |  |                       |  |
| Sofia di Nassau            |                                       | Luisa Isabella di Kirchberg         |                                       |  |  |       |  |  |                              |  |  |                       |  |
|                            |                                       | Paolo Federico di Württemberg       | Federico I di Württemberg             |  |  |       |  |  |                              |  |  |                       |  |
|                            |                                       | Paolo Federico di Württemberg       | Federico I di Württemberg             |  |  |       |  |  |                              |  |  |                       |  |
|                            |                                       | Paolo Federico di Württemberg       | Augusta di Brunswick-Wolfenbüttel     |  |  |       |  |  |                              |  |  |                       |  |
| Paolina di Württemberg     |                                       | Paolo Federico di Württemberg       |                                       |  |  |       |  |  |                              |  |  |                       |  |
|                            |                                       | Carlotta di Sassonia-Hildburghausen | Federico di Sassonia-Altenburg        |  |  |       |  |  |                              |  |  |                       |  |
|                            |                                       | Carlotta di Sassonia-Hildburghausen | Federico di Sassonia-Altenburg        |  |  |       |  |  |                              |  |  |                       |  |
|                            |                                       | Carlotta di Sassonia-Hildburghausen | Carlotta di Meclemburgo-Strelitz      |  |  |       |  |  |                              |  |  |                       |  |
|                            |                                       | Carlotta di Sassonia-Hildburghausen |                                       |  |  |       |  |  |                              |  |  |                       |  |